# Konečná (fotografie)
Konečná (anglicky The Terminal) je černobílá fotografie, kterou pořídil Alfred Stieglitz v roce 1893. Fotografie byla pořízena v New Yorku pomocí malého fotoaparátu o formátu 4x5". Ten byl praktičtějším nástrojem pro dokumentaci městského života než fotoaparát 8x10", který mohl pracovat pouze se stativem.

## Historie a popis
Toto je jeden ze snímků, které Stieglitz pořídil pomocí tohoto média, aby sledoval svůj cíl povýšit fotografii na umělecký status. Stieglitz popsal původ tohoto snímku: „V letech 1893 až 1895 jsem často chodil po ulicích centra New Yorku poblíž East River a bral s sebou svůj ruční fotoaparát.  [Jednoho dne] jsem se ocitl před starou poštou... Bylo extrémně chladno. Na zemi ležel sníh. Kočí v gumovém plášti napájel své koně.“
Obraz je prostý jakéhokoli romantického záměru, pouze zobrazuje kočího napájejícího koně před Astor House. Stieglitzovo dílo lze považovat za příklad piktorialismu a toho, co by se později nazývalo přímá fotografie.
Tisky této fotografie jsou v několika veřejných sbírkách, jako například: Metropolitní muzeum umění, New York, Národní galerie ve Washingtonu, Washington, DC, Institut umění v Chicagu a Muzeum J. Paula Gettyho v Los Angeles.